# Mongi Rahoui
Mongi Rahoui (arabe : المنجي الرحوي), né le 13 juin 1964 à Ghardimaou, est un homme politique tunisien.

## Biographie
Natif de Ghardimaou dans le gouvernorat de Jendouba, il effectue ses études primaires et secondaires entre Tunis et Jendouba avant d'obtenir une maîtrise en gestion et comptabilité à l'École supérieure de commerce et de comptabilité de l'université de Marseille, un diplôme d'études supérieures en techniques comptables à l'Institut national des techniques économiques et comptables de Paris et un master spécialisé en ingénierie financière à l'École supérieure de commerce de Tunis.
Employé de la Banque nationale agricole, Mongi Rahoui est aussi un militant syndical et politique, après avoir rejoint le Mouvement des démocrates socialistes. Il est toutefois emprisonné en 1982 pour incitation au désordre.

### Carrière politique
Après la révolution, il rejoint le Mouvement des patriotes démocrates en mars 2011 et le représente en tant que membre de l'Assemblée constituante élue le 23 octobre 2011. Durant son mandat, il prend part à de nombreuses polémiques contre la troïka au pouvoir.
Il est réélu au sein de l'Assemblée des représentants du peuple élue le 26 octobre 2014.
Candidat à la présidence du Parlement panafricain en mai 2015, il obtient neuf voix contre 85 au Camerounais Roger Nkodo Dang et 70 au Mozambicain Eduardo Joaquim Mulémbwè.
Le 2 août 2019, il dépose sa candidature à l'élection présidentielle. Il obtient 27 355 voix soit 0,81 %.

### Vie privée
Il est marié et père de deux enfants.

## Distinctions
- Chevalier de l'Ordre tunisien du Mérite (2014)[5].